# Pantomime

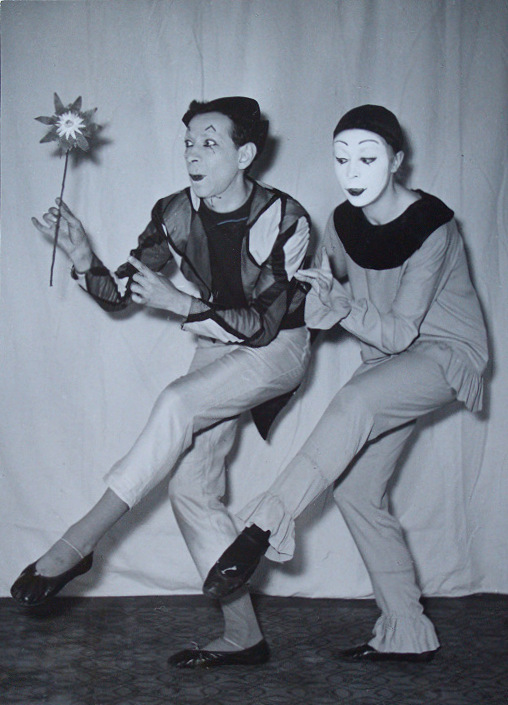
Jean en Brigitte Soubeyran in Im Zirkus, pantomime, in de jaren '50.

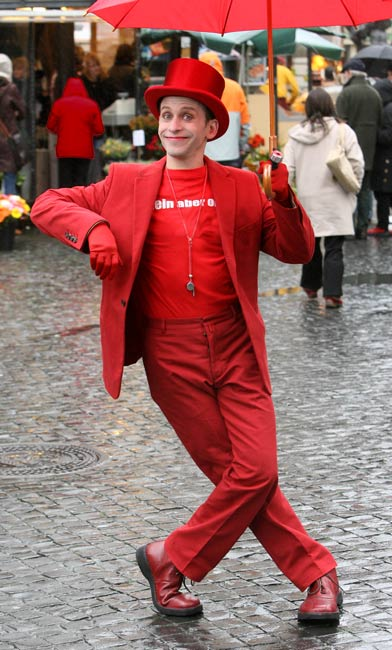
Pantomime Pablo Zibes

Pantomime, is een vorm van visueel theater. De acteurs beelden een situatie of verhaal uit met gebaren, mimiek en lichaamstaal. Mime wordt gebruikt om emoties uit te uitdrukken, handelingen uit te beelden en personages te karakteriseren. Conventionele gebaren nemen hierbij de plaats van woorden in. Soms worden ook geluidseffecten of achtergrondmuziek gebruikt.
De mime vindt zijn oorsprong in het Oude Griekenland. Door de geschiedenis is mime in diverse podiumkunsten gebruikt. Het werd als narratief instrument ontwikkeld in het Engelse theater. Zo zorgde mime voor continuïteit in het toneelstuk Gorboduc (1561) en linkte het scènes in de drama's van William Shakespeare. Het was ook deel van de in de 16e en 17e eeuw populaire commedia dell'arte. In de 18e eeuw maakten John Weaver en Jean-Georges Noverre mime een belangrijk onderdeel van ballet. In het tijdperk van de stomme film gebruikten onder meer Buster Keaton en Charlie Chaplin mime in hun komedies. Mime wordt ook gebruikt als straattheater.
Het woord pantomime komt van het Griekse "παντόμιμος" (pantomimos), een samentrekking van "πᾶν" (pan), wat "alles" betekent, en "μῖμος" (mimos), "imitator" of "acteur".

## Bekende spelers
- Rowan Atkinson
- Jean-Louis Barrault
- Charlie Chaplin
- Cor van Geffen
- Geert Hoste
- Marcel Hoste
- Marcel Marceau
- Carlos Martínez
- Harpo Marx
- Oleg Popov
- Rob van Reijn
- Will Spoor
- Hakim Traïdia